# Tephronia cineraria
Tephronia cineraria là một loài bướm đêm trong họ Geometridae.